# لهجه بوکانی
لهجه بوکانی یکی از لهجه‌های نزدیک به مکریانی است که در دستهٔ گویش کردی میانی قرار دارد. این لهجه ترکیبی از لهجه بابانی و لهجه مکریانی است. گویش بوکانی مورد توجه نویسندگان و شاعران کُرد در ایران و اقلیم کردستان عراق است.
لهجهٔ بوکانی از شناخته‌ترین و محبوب‌ترین لهجه‌های کردی است. عبدالرحمان شرفکندی لهجه بوکانی را استانداردترین لهجه برای خواندن و نوشتن کردی میانی می‌داند.
همچنین به باور محمدامین شیخ‌الاسلامی مُکری ملقب به هیمن، در میان کردزبان‌های گویشور کردی میانی، لهجه بوکانی مطلوب‌تر است برای نوشتن کردی و به همین دلیل در میان شهرهای مناطق کردنشین، بوکان محل توجه است. لهجه بوکانی ترکیبی غلیظ و فصیح از کردی بابانی و لهجه مکریانی است. هنرمند سرشناس کُرد حسن زیرک در آثارش از این لهجه استفاده کرده‌است.

## نمونه
در تلفظ بیشتر اسامی و کلماتِ میان لهجه بوکانی و سایر گویش‌های کُردی تفاوت‌هایی وجود دارد. به عنوان نمونه، در شهرستان بوکان واژه «گیان» که به معنی جان است به صورت «جیان» تلفظ می‌شود در حالی که مردم سایر بخش‌های کردنشین گیان تلفظ می‌کنند.
| لهجه بوکانی            | سایر لهجه‌های کوردی | فارسی معیار |
| ---------------------- | ------------------ | ----------- |
| په‌نا                   | ته‌نیشت             | پناه - کنار |
| قسه ده‌که‌ین             | قسان ده‌که‌ین        | حرف می‌زنیم  |
| ئیدی                   | ئیتر               | دیگه        |
| بابه                   | باوه               | بابا        |
| تاو                    | خۆر                | خورشید      |
| به قوربانت بم          | گیانم قوربانت      | جانم فدات   |
| له ماڵ نین             | له ماڵۆ نین        | خونه نیستن  |
| ئاور                   | ئاگر               | آتش         |
| خه‌وتن                  | نووستن             | خوابیدن     |
| ئیوه                   | ئه‌نگو (مکریانی)    | شما         |
| جیان                   | گیان               | جان         |
| بایجانی سور            | ته‌ماته             | گوجه فرنگی  |
| دیهات                  | گوند               | روستا       |
| یی‌ره ماسی یا هی‌ره ماسی | هیلر               | سیب زمینی   |